# محوطه تازه‌آباد ۲
محوطه تازه آباد (۲) در شهرستان گیلانغرب، بخش مرکزی، دهستان چله، ۶۰۰ متری شمال روستای تازه آباد واقع شده و این اثر در تاریخ ۲۷ اسفند ۱۳۸۶ با شمارهٔ ثبت ۲۲۳۵۶ به‌عنوان یکی از آثار ملی ایران به ثبت رسیده است.